# Africallagma sapphirinum
Africallagma sapphirinum är en trollsländeart som först beskrevs av Elliot C.G. Pinhey 1950.  Africallagma sapphirinum ingår i släktet Africallagma och familjen dammflicksländor. IUCN kategoriserar arten globalt som livskraftig. Inga underarter finns listade i Catalogue of Life.

## Bildgalleri

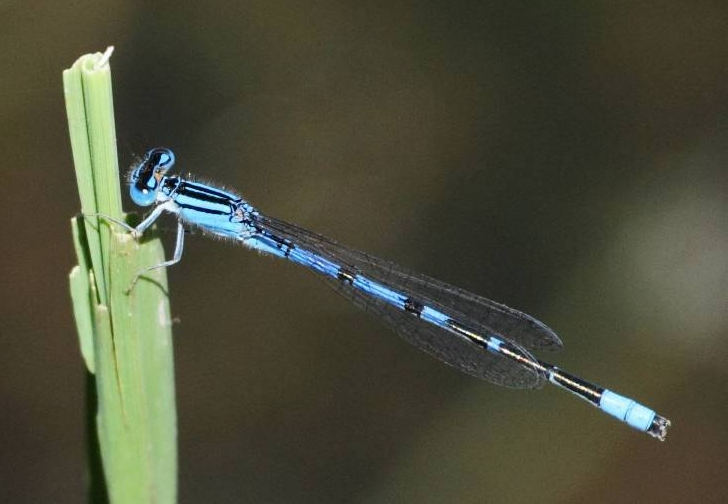